# Beccariella rubicunda
Beccariella rubicunda là một loài thực vật có hoa trong họ Hồng xiêm. Loài này được (Pierre ex Baill.) Pierre mô tả khoa học đầu tiên năm 1890.